# 藤原作十郎
藤原 作十郎（ふじわら さくじゅうろう、旧姓・安喰、1867年6月2日（慶應3年4月30日） - 1933年（昭和8年）4月16日）は、日本の土木建築請負業者、兵庫県多額納税者、実業家。藤原組代表取締役。寺前商事、播磨製紙各取締役。合資会社白鷺タクシー有限責任社員。

## 人物
埼玉県人・安喰八五郎の弟。安喰松五郎の二男。藤原きんの入夫となり1914年、分かれて一家を創立する。
貴族院多額納税者議員選挙の互選資格を有した。住所は兵庫県神崎郡寺前村（現・神河町）、姫路市北条口。

## 家族・親族
藤原家
- 養父・富蔵[5][7]
- 妻・きん[2]（1875年 - ?、藤原組代表取締役[1]、養父富蔵の長女[5][7]）
- 長男・敏光（1899年 - ?、藤原組取締役）[7]
  - 同妻・京（1903年 - ?、福島士族、飯野盛容の四女[5]、飯野盛男の姉[7]）
- 養子・理三郎[7]（1890年 - ?、藤原組監査役[1]、藤原組代表取締役[8]） - 住所は姫路市北条口[8]。
- 四女・とみゑ（1904年 - ?、兵庫、畑政七の長男源三の妻）[5]
- 孫[7]

親戚
- 白川資長（子爵、貴族院議員）
- 畑政七（兵庫県多額納税者、土木建築請負業）